# Gaio-de-coroa-azul
O gaio-de-coroa-azul (Cyanolyca cucullata) é uma espécie de ave da família Corvidae. Encontrado na América Central, seu habitat natural são as florestas montanas úmidas subtropicais ou tropicais. Esta espécie possui quatro subespécies conhecidas. Mede de 28 a 30 cm de comprimento e apresenta plumagem azul-escura com cabeça e peito superior pretos. A parte posterior da cabeça e o pescoço são azul-celeste com uma borda branca.
Os gaios viajam em grupos de dois a dez indivíduos e podem se juntar a bandos mistos. É uma espécie reservada, o que torna sua observação na natureza desafiadora. Como onívoro, consome frutas, sementes e pequenos animais mortos. As fêmeas depositam de três a quatro ovos, e os filhotes aprendem a voar após 20 dias. A espécie é classificada como pouco preocupante, indicando que não está ameaçada de extinção.

## Taxonomia
A espécie foi descrita pela primeira vez pelo ornitólogo americano Robert Ridgway em 1885. Seu epíteto específico, cucullata, vem do latim e significa "encapuzado". Seu parente mais próximo é o gaio-formoso (C. pulchra), da Colômbia e do Equador; em um estudo de 1934, Hellmayr considerou essas espécies coespecíficas. Uma análise filogenética publicada em março de 2009 confirmou a estreita relação entre as duas espécies; Bonaccorso sugere que a separação geográfica (e subsequente genética) entre essas espécies e outras do gênero Cyanolyca [en] pode ter sido desencadeada pela formação do Vale do Rio Cauca no oeste da Colômbia.
O gaio-de-coroa-azul possui quatro subespécies. Cyanolyca cucullata mitrata ocorre no leste do México, de San Luis Potosí ao centro-norte de Oaxaca. Inicialmente tratada como espécie distinta por Ridgway, foi posteriormente incorporada ao gaio-de-coroa-azul. C. c. guatemalae é encontrada do sul do México, em Chiapas, até o centro da Guatemala. C. c. hondurensis reside no oeste de Honduras. C. c. cucullata, a subespécie nominada, ocorre na Costa Rica e no oeste do Panamá.

## Descrição

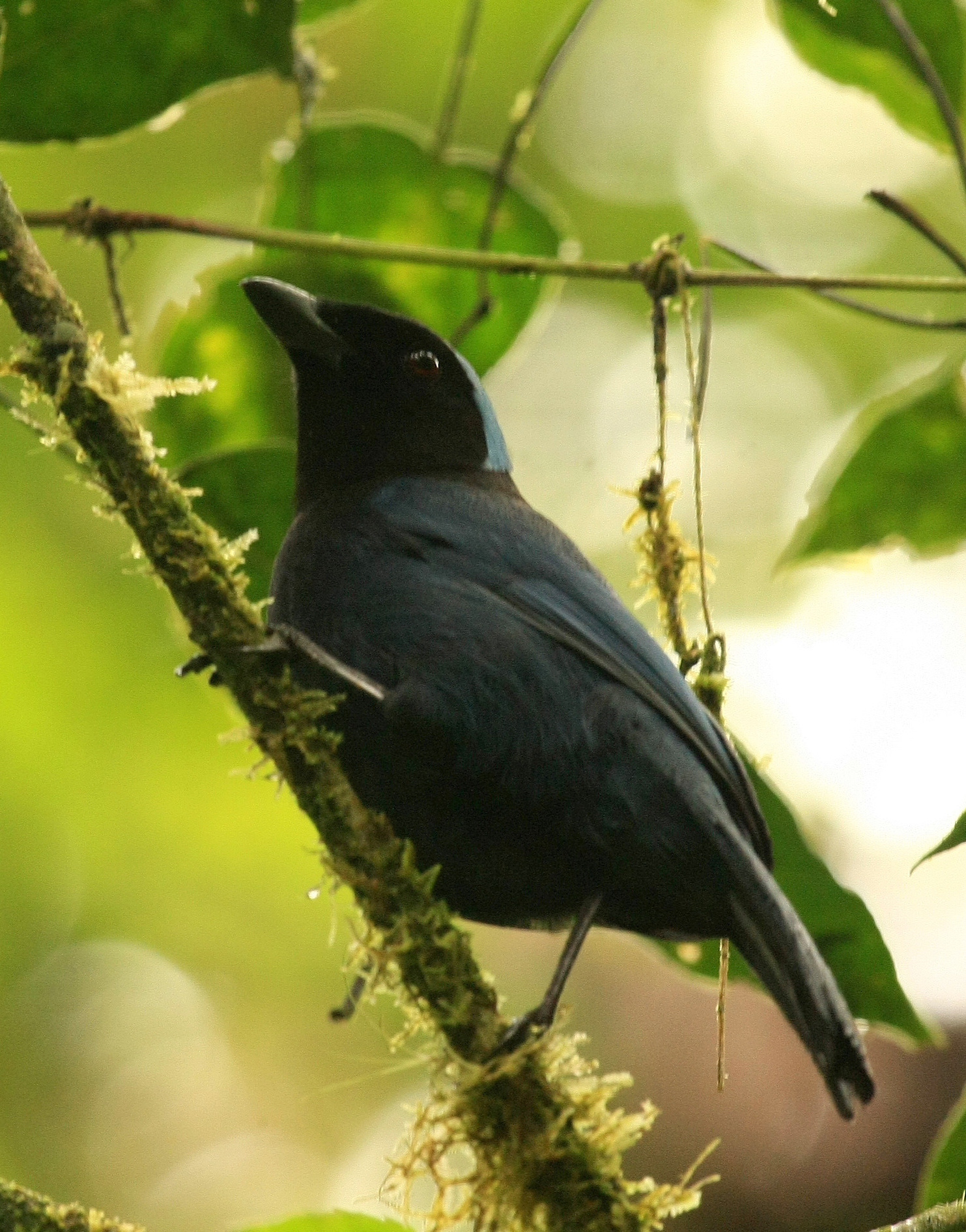
Na Costa Rica.

O gaio-de-coroa-azul mede de 28 a 30 cm de comprimento e geralmente pesa cerca de 100 g. Seu tamanho e estrutura robusta auxiliam no voo frequente que realiza. O adulto é azul-escuro com a cabeça e o peito superior pretos, enquanto a parte posterior do píleo e a nuca, ou parte traseira do pescoço, são azul-celeste com uma borda branca. As pernas e o bico são pretos, e os olhos são vermelho-escuros. Ambos os sexos têm aparência semelhante. Os filhotes são mais opacos que os adultos, e seu capuz azul-celeste não possui a borda branca.
Sua vocalização é descrita como um eihnk-eihnk alto e claro, geralmente repetido quatro a cinco vezes. Também é conhecido por repetir um som nasal ehr-ehn ou eh’enk duas vezes e emitir um som grave, rouco e duro cheh-r. Os chamados de alarme e sociais do bando, caracterizados como um som reek!, são "nasais, queixosos e com inflexão ascendente ou dupla".

## Distribuição e habitat

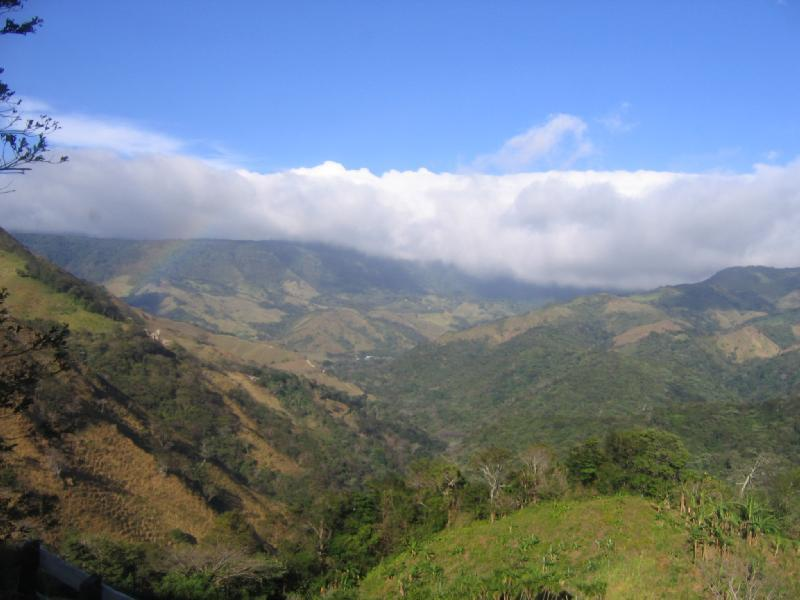
Floresta nublada de Monteverde, Costa Rica, habitada pelo gaio-de-coroa-azul.

Esta espécie é conhecida na Costa Rica, Guatemala, Honduras, sudeste do México e oeste do Panamá. Vive em florestas perenes úmidas, por vezes entremeadas com pinheiros. Pode ser encontrado nas bordas dessas florestas, geralmente nos níveis médio e superior das árvores. Normalmente, é encontrado apenas onde a floresta nublada é contínua.

## Ecologia e comportamento
Este corvídeo é conhecido por se juntar a bandos mistos com outras espécies, incluindo o gaio-unicolor [en] e o tucaninho-esmeralda. Também viaja em grupos de dois a dez gaios-de-coroa-azul. É uma espécie esquiva e reservada, raramente aparecendo em áreas abertas. Devido a esse hábito, é extremamente difícil de observar na natureza, e pouco se sabe sobre sua ecologia. Os parceiros são conhecidos por se alisar, um processo em que uma ave se inclina diante da outra e puxa as penas de sua garganta. As penas do píleo frequentemente se movem rapidamente, e acredita-se que a condição de um parceiro possa ser avaliada por esse movimento.
Como outros gaios, esta espécie é provavelmente muito inteligente. Espécies semelhantes são conhecidas por usar formigas para limpar suas penas, armazenar sementes e nozes para consumo futuro e usar os dedos para segurar alimentos. No entanto, devido à sua natureza reservada, essas características ainda não foram observadas nesta espécie.
A plumagem brilhante da ave facilita sua detecção por predadores. Quando se sente ameaçada, emite um chamado de alarme.

### Dieta
O gaio-de-coroa-azul é onívoro, alimentando-se de frutas, sementes e pequenos animais mortos. Sabe-se que esta espécie rouba e consome iscas de armadilhas para pequenos mamíferos. Tende a forragear no dossel florestal.

### Reprodução
O ninho do gaio é geralmente construído de 5 a 7 m acima do solo, próximo ao tronco de uma árvore. A base do primeiro ninho estudado do gaio-de-coroa-azul foi feita grosseiramente com galhos de 2 a 3 mm de comprimento. Esse ninho tinha cerca de 11 cm de largura interna e de 19 a 33 cm de largura total, dependendo do comprimento dos galhos externos. O ninho tem 5 cm de profundidade e um interior construído com fibras finas e galhos entrelaçados, sem o uso de penas ou outros materiais suavizantes. Além de construir seus próprios ninhos, este gaio é conhecido por reutilizar ninhos antigos e abandonados de outras espécies. Geralmente, são depositados de três a quatro ovos. Os filhotes são criados no ninho entre abril e junho e levam pelo menos 20 dias para emplumar. Ambos os pais cuidam dos filhotes e os alimentam com uma variedade de insetos, incluindo gafanhotos. Após emplumarem, os jovens permanecem próximos aos pais.

## Conservação
Este gaio é considerado uma espécie pouco preocupante, ou seja, não ameaçada de extinção, pela BirdLife International, devido à sua ampla distribuição geográfica de cerca de 110.000 km², uma população que, embora não pesquisada, acredita-se superar 10.000 indivíduos, e a ausência de um declínio populacional de 30% nos últimos dez anos. No entanto, o gaio-de-coroa-azul é incomum em algumas partes de sua distribuição. Acredita-se que o desmatamento possa impactar esta ave.

## Relação com humanos
Embora não tenha sido observado fazendo isso, gaios próximos são conhecidos por destruir e consumir culturas plantadas por humanos, como pomares, cana, abacaxis e batatas. O gaio-de-coroa-azul apareceu em um selo no México em 1996.

### Textos citados
- Goodwin D. (1983). Crows of the World. [S.l.]: Queensland University Press, St Lucia, Qld. ISBN 0-7022-1015-3